# Maria Anna von Österreich (1683–1754)

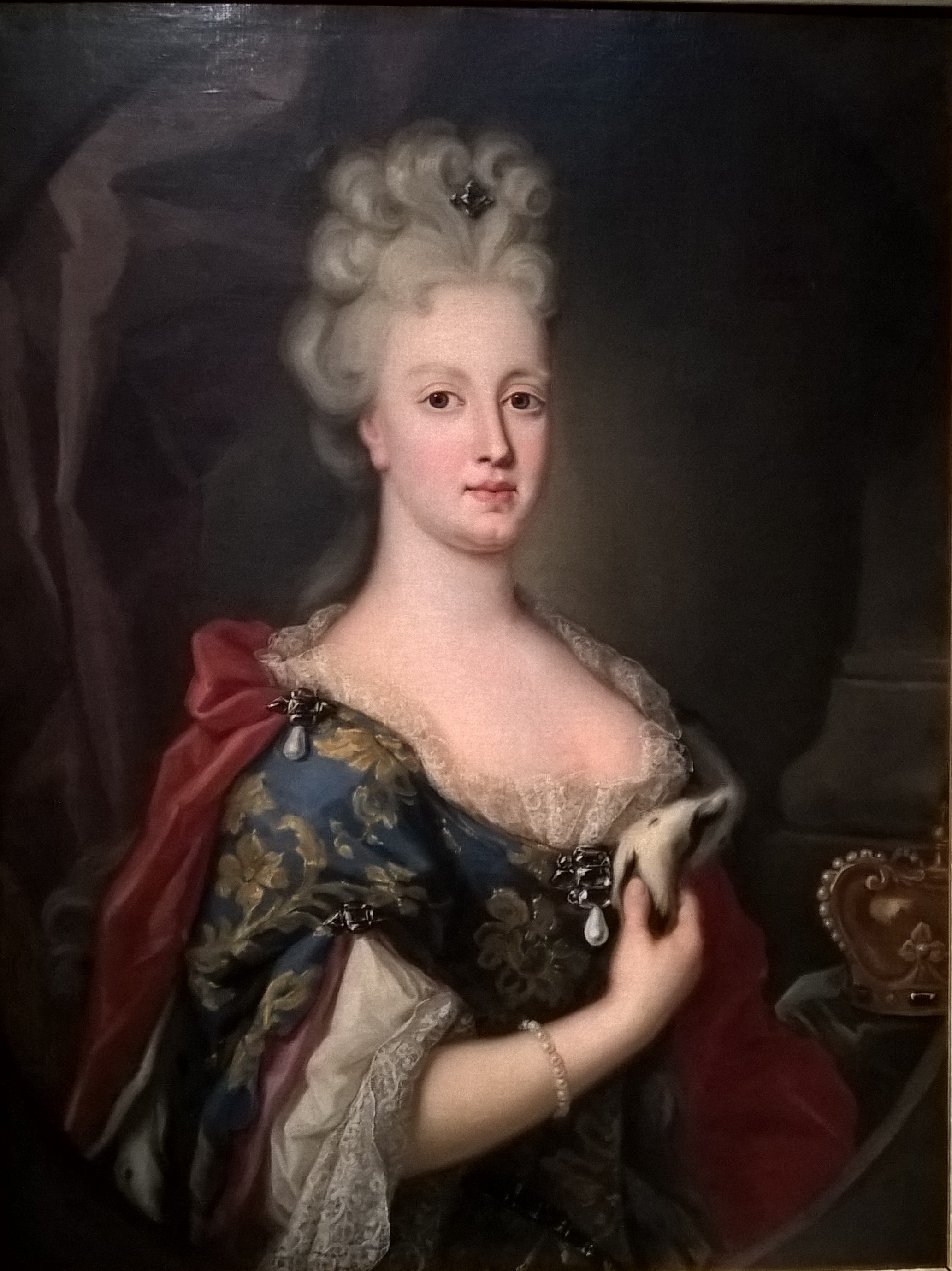
Maria Anna von Österreich, Königin von Portugal (1700)

Maria Anna Josefa bzw. Maria Anna von Österreich, portugiesisch Maria Ana de Austria (* 7. September 1683 in Linz; † 14. August 1754 in Lissabon) war Erzherzogin von Österreich und ab 1708 Königin von Portugal.

## Leben
Maria Anna wurde als Tochter des römisch-deutschen Kaisers Leopold I. († 1705) und seiner dritten Gemahlin Eleonore Magdalena († 1720), geborene Pfalzgräfin von Neuburg, geboren, war also eine Habsburgerin. Sie hatte zehn Geschwister (darunter die römisch-deutschen Kaiser Joseph I. und Karl VI.)
1683 floh der kaiserliche Hof kurz vor der Ankunft einer starken osmanischen Streitmacht von Wien nach Passau. Während dieses unfreiwilligen Exils erfolgte die Geburt Maria Annas in Linz. Fünf Tage später – am 12. September 1683 – konnte die zweite Türkenbelagerung Wiens erfolgreich abgewehrt und die Osmanen wieder vertrieben werden.
Maria Anna erhielt umfassenden Unterricht in mehreren Fremdsprachen, so dass sie Französisch, Spanisch und Italienisch fließend beherrschte. Auch musikalisch war sie sehr gebildet und begabt. Sie gab etwa Gesangs- und Tanzdarbietungen zum Besten, wenn Opern aufgeführt wurden.
Während des Spanischen Erbfolgekriegs (1701–1714) versuchten die Habsburger das Bündnis mit Portugal durch eine Heiratsallianz zu stärken. In diesem Sinne wurde Maria Anna mit König Johann V. vermählt, ihrem Cousin 1. Grades (die Mütter waren Schwestern), zunächst per Ferntrauung am 9. Juli 1708 zu Wien. Auf elf Schiffen reiste Maria Anna anschließend nach Portugal, wo die Hochzeit mit ihrem Bräutigam am 27. Oktober 1708 stattfand. Sie wurde damit Königin von Portugal (als Gemahlin des Königs, nicht als Regentin aus eigenem Recht). Das Paar war betrübt, als sich zunächst kein Nachwuchs einstellte. Aber drei Jahre nach ihrer Heirat bekam Maria Anna doch ihr erstes Kind, die Tochter Maria Barbara, die später die Gemahlin des spanischen Königs Ferdinand VI. werden sollte. Maria Anna gebar in der Folge noch fünf weitere Kinder, darunter die portugiesischen Könige Joseph I. und Peter III.
Reiche Lieferungen von in der Überseekolonie Brasilien gewonnenen Diamanten und Gold ermöglichten dem portugiesischen König die Finanzierung von prächtigen, aber sehr teuren Bauten. In diesem Zusammenhang ist vor allem die seit 1717 in Angriff genommene Errichtung des Palácio Nacional de Mafra, eines ausgedehnten Schloss- und Klosterkomplexes, zu nennen. Maria Anna teilte den Hang ihres Gatten für die Anlage luxuriöser Gebäude, veranstaltete mit ihm zusammen häufig pompöse Feste und suchte das kulturelle, insbesondere das musikalische Leben Lissabons zu heben.

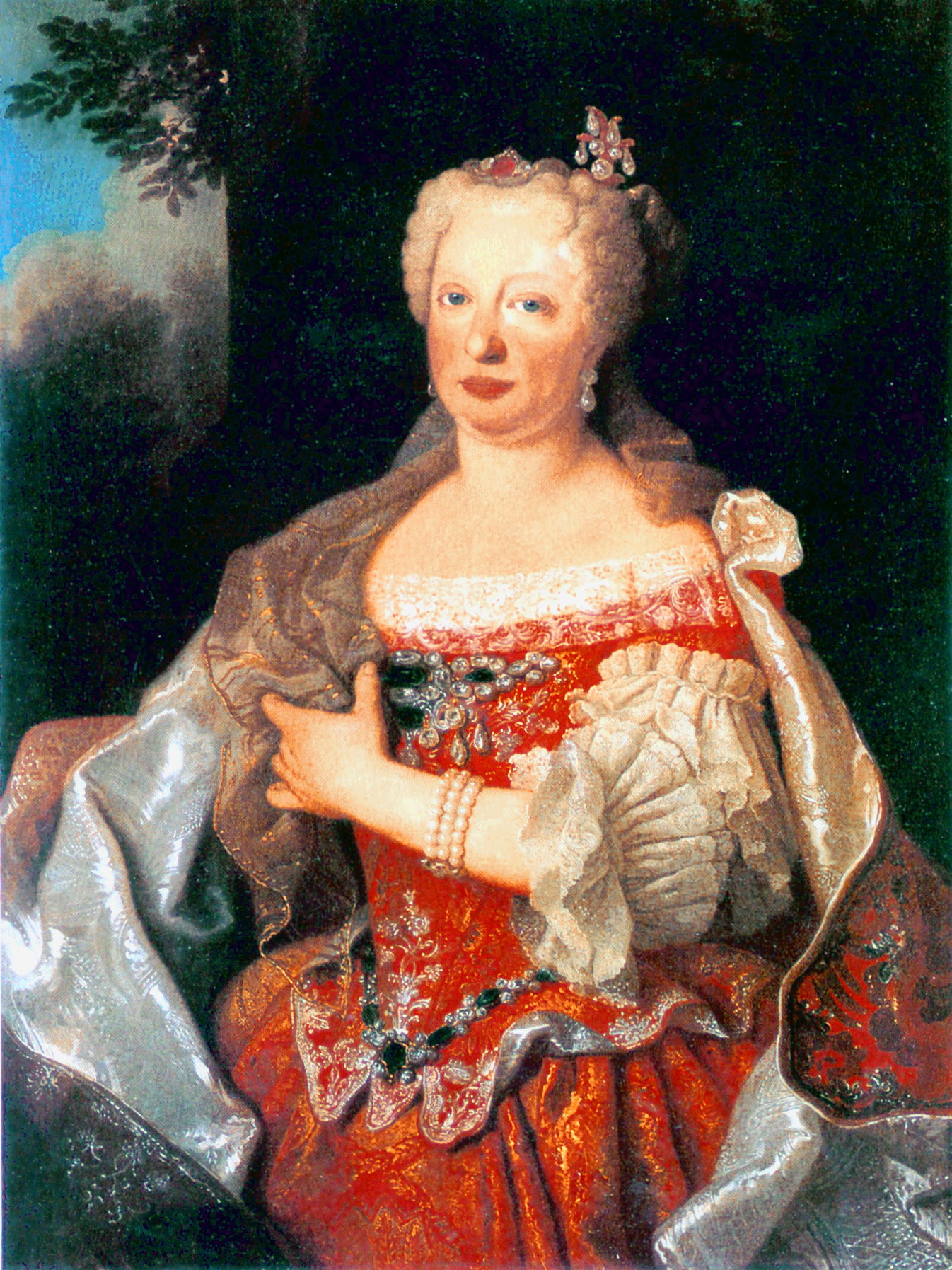
Königin Maria Anna von Portugal (1729)

1716 zog sich König Johann V. aufgrund depressiver Zustände vorübergehend nach Vila Viçosa zurück und überließ seiner Gattin für diese Zeit die Regierung. Als er im Jahr 1742 einen Schlaganfall erlitt, übernahm Maria Anna erneut die Regentschaft. Laut der Habsburger-Forscherin Brigitte Hamann war sie dafür aber unbegabt, so dass ihre achtjährige Zeit an der Staatsspitze negative politische und ökonomische Folgen für Portugal zeitigte. Mit dem Tod des Königs am 31. Juli 1750 übergab sie die Regierungsgeschäfte an ihren ältesten, bereits 36-jährigen Sohn, den neuen König Joseph I. von Portugal. Nun erlebte das Land auch wieder einen Aufschwung. Immerhin hatte Maria Anna den Start der politischen Karriere des späteren Marquês de Pombal gefördert, der unter Joseph I. Erster Minister Portugals werden sollte.
Nachdem Maria Anna 1754 im Belém-Palast verstorben war, wurde sie in der Kirche der deutschen barfüßigen Karmeliten in Lissabon bestattet. Ihr Herz wurde durch ihren Beichtvater nach Wien gebracht und in einer von Balthasar Ferdinand Moll geschaffenen Herzurne in der Leopoldsgruft der Kapuzinergruft des Kapuzinerklosters beigesetzt.
Bereits 1745 wurde die stark vom brasilianischen Barock geprägte Stadt Mariana – 110 km südöstlich von Belo Horizonte, der Hauptstadt des Staates Minas Gerais gelegen – nach Dona Maria Ana D’Austria benannt.

## Nachkommen
- Maria Bárbara (* 4. Dezember 1711; † 27. August 1758); ⚭ 1729 König Ferdinand VI. von Spanien
- Peter (* 19. Oktober 1712; † 29. Oktober 1714)
- Joseph I. (Portugal) (* 6. Juni 1714; † 24. Februar 1777)
- Karl (* 2. Mai 1716; † 29. März 1736)
- Peter III. (Portugal)  (* 5. Juli 1717; † 25. Mai 1786); ⚭ 1760 Maria I. (Portugal)
- Alexander Franz (* 24. September 1723; † 12. August 1728)

Siehe auch: Liste der Königinnen Portugals, Liste der Könige Portugals, Geschichte Portugals, Zeittafel der Geschichte Portugals.